# Гадсон-Бенд (Техас)
Гадсон-Бенд (англ. Hudson Bend) — переписна місцевість (CDP) в США, в окрузі Тревіс штату Техас. Населення — 4005 осіб (2020).

## Географія
Гадсон-Бенд розташований за координатами 30°24′52″ пн. ш. 97°55′37″ зх. д. / 30.41444° пн. ш. 97.92694° зх. д. (30.414425, -97.927044).  За даними Бюро перепису населення США в 2010 році переписна місцевість мала площу 17,27 км², з яких 10,32 км² — суходіл та 6,95 км² — водойми.

## Демографія
Згідно з переписом 2010 року, у переписній місцевості мешкала 2981 особа в 1351 домогосподарстві у складі 823 родин. Густота населення становила 173 особи/км².  Було 1601 помешкання (93/км²).
Расовий склад населення:
| - 87,4 % — білих - 3,0 % — азіатів - 0,7 % — чорних або афроамериканців - 0,4 % — корінних американців - 0,2 % — вихідців з тихоокеанських островів - 5,8 % — осіб інших рас |

До двох чи більше рас належало 2,5 %. Частка іспаномовних становила 13,7 % від усіх жителів.
За віковим діапазоном населення розподілялося таким чином: 18,5 % — особи молодші 18 років, 69,7 % — особи у віці 18—64 років, 11,8 % — особи у віці 65 років та старші. Медіана віку мешканця становила 46,9 року. На 100 осіб жіночої статі у переписній місцевості припадало 114,8 чоловіків;  на 100 жінок у віці від 18 років та старших — 115,3 чоловіків також старших 18 років.
Середній дохід на одне домашнє господарство  становив 124 181 долар США (медіана — 99 773), а середній дохід на одну сім'ю — 144 303 долари (медіана — 107 500). За межею бідності перебувало 6,3 % осіб, у тому числі 12,9 % дітей у віці до 18 років та 2,8 % осіб у віці 65 років та старших.
Цивільне працевлаштоване населення становило 1489 осіб. Основні галузі зайнятості: науковці, спеціалісти, менеджери — 22,6 %, освіта, охорона здоров'я та соціальна допомога — 15,1 %, мистецтво, розваги та відпочинок — 13,4 %.